# Кочулія
Кочулія (рум. Cociulia) — село в Кантемірському районі Молдови. Знаходиться поблизу села Вішньовка, за 7,3 км від залізничної станції Яргара. Населення — 4000 чоловік (2004).